# Csonka-Magyarország
A Csonka-Magyarország kifejezés a trianoni békeszerződés utáni Magyarország széles körben használt megnevezése volt a Horthy-korszak idején, a két világháború közötti években. Használata bele nem nyugvást, sértettséget sugall, a revizionista hangulatú korabeli közbeszédben gyakran előfordult.
A második világháború végével a szó egy időre kiveszett a köztudatból, mivel a kommunista diktatúra alatt Trianon emlegetése tabunak számított.
1990 után újra megjelent a kifejezés a közbeszédben.